# Revaluación
Revaluación significa cuando disminuye la cantidad de una divisa que se precisa dar por otra. Este término se utiliza especialmente para la revaluación de la moneda, en donde significa una disminución del precio de la moneda local en relación con una moneda extranjera bajo un tipo de cambio fijo. Bajo un tipo de cambio flotante, el término correcto sería una apreciación. El antónimo de la revaluación es la devaluación. La modificación del valor nominal de una moneda sin cambiar su tipo de cambio es una reconversión, no una revaluación.
En términos generales una revaluación significa un ajuste deliberado del tipo de cambio oficial de un país en relación con una línea de base escogida. La línea de base puede ser cualquier cosa desde las tasas salariales al precio en oro de una moneda extranjera. En un régimen de tipo de cambio fijo, sólo una decisión del gobierno de un país (es decir, el banco central) puede alterar el valor oficial de la moneda.
En el caso de que un gobierno haya establecido que 10 unidades de su moneda son iguales a un dólar de los Estados Unidos, al revaluar, el gobierno puede cambiar la tasa a solo cinco unidades por dólar. Esto daría lugar a que la moneda local se hiciera dos veces más cara para las personas que la compran con dólares que antes y el dólar costaría solo la mitad para los que lo compran con moneda extranjera.
Antes de que el Gobierno chino revaluara el yuan, estuvo vinculado al dólar de Estados Unidos. Ahora está vinculado a una cesta de monedas del mundo.
La revaluación fiscal es un ajuste sobre la tasa impositiva para desacelerar o detener el aumento de los ingresos por impuestos sobre el aumento del precio de un activo imponible. Se considera una medida fiscal conservadora para alentar el gasto. Un uso común es el impuesto de la revaluación de la propiedad sobre los inmuebles para hacer frente a un aumento del valor de la tierra. De esta manera, aun cuando el valor de la propiedad aumenta (ya sea por al aumento de la demanda, mejores servicios del gobierno, o por la inflación), los residentes y las empresas siguen pagando la misma cantidad de dinero.